# 야구 유니폼

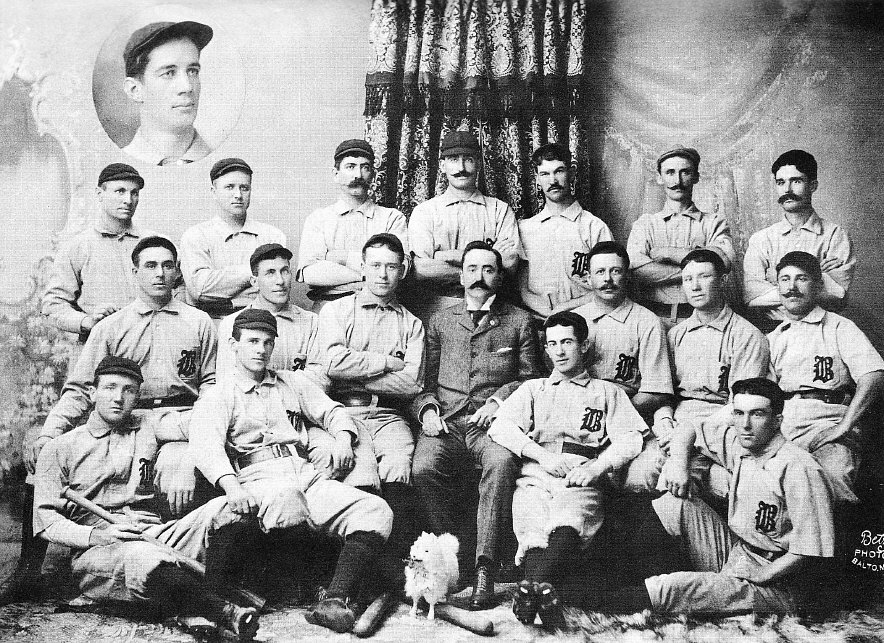
19세기의 야구팀 유니폼의 한 예이다. 그들은 1896년의 볼티모어 오리올스 선수들이다.

야구복(野球服)은 야구 선수들이 입는 의복이다. 야구 선수들은 대부분 그들의 직업이 야구에 관련되어 있다는 것을 보여주기 위해 입는다. 대부분의 야구 유니폼은 대개 유니폼의 뒷부분에 선수의 이름과 번호가 적혀 있어 다른 선수임을 구별하게 해준다. 야구 셔츠, 바지, 신발, 양말, 야구모는 야구 유니폼의 부분이다. 선수들은 또한 글러브를 끼지만, 선수들이 그들의 글러브를 고르기 시작할 수 있게 된 부터, 그것은 유니폼에 포함되지 않게 되었다. 대부분의 유니폼은 어떤 팀인지 알 수 있도록 다른 로고와 색을 가지고 있다.
야구 유니폼은 1800년대에 뉴욕 니커보커스가 처음으로 입었다. 그들의 유니폼은 파란 털로 만들어진 바지, 흰 플란넬 셔츠, 그리고 짚 모자로 이루어졌다. 그 때 부터, 유니폼은 많은 변화를 겪게 되어갔다. 더 많은 아이템, 아이디어, 그리고 많은 다른 개선은 유니폼에 더해져 이루어져 가고 있다. 야구 유니폼의 스타일도 또한 시간이 지남에 따라 서서히 바뀌었다.

## 같이 보기
- 야구
- 야구 방망이
- 스포츠웨어